# Antonio de Mendoza
Antonio de Mendoza, španski konkvistador, * 1495, Granada, † 21. julij 1552, Lima.
Mendoza je bil prvi podkralj Nove Španije (17. april 1535-25. november 1550), nato pa še tretji podkralj Peruja (23. september 1551-21. julij 1552).